# Sankt Jakobs Kirke
Sankt Jakobs Kirke ligger på Østerbrogade i København. Den er bygget i engelsk nygotisk stil af arkitekt Ludvig Fenger.
- Fra en anden vinkel
- Murdetalje
- Alter med altertavle malet af Carl Bloch, Kristi opstandelse, 1877, olie på lærred, 377 x 298 cm[1]
- Eleonore Tscherning, Udsigt fra Østerbrogade mod Sankt Jakobs kirke

## Eksterne kilder og henvisninger
- Wikimedia Commons har flere filer relateret til Sankt Jakobs Kirke
- Sankt Jakobs Kirke hos KortTilKirken.dk